# Шопски говори
Шопски говори представљају скуп дијалеката којима се говори на подручју Шоплука. Шоплук се простире у западном делу Бугарске, југоисточном делу Србије и североисточном делу Северне Македоније.

## Подела
Шопски говори на подручју Бугарске се могу поделити на:
- видинско-ломски говор (Видин, Лом, Монтана, Берковица)
- врачански говор (Враца)
- ботевградски говор (Ботевград)
- елинпелински говор (Елин Пелин, Софијска котлина - источно од реке Искар)
- ихтимански говор (Ихтиман)
- софијски говор (Софијска котлина - западно од реке Искар)
- самоковски говор (Самоков)
- дупнички говор (Дупница, Радомир)
- ћустендилски говор (Ћустендил)
- западнобелоградчишки говор (северно, западно и југозападно од Белоградчика)
- Годечки говор (Годеч)
- трнски говор (Трн)
- брезнички говор (Брезник)

на подручју Србије:
- говори призренско-јужноморавски дијалекта (Алексинац, Ниш, Лесковац, Лебане, Врање, Владичин Хан, Сурдулица)
- говори тимочко-лужничког дијалекта (Књажевац, Бела Паланка, Пирот, Бабушница, Димитровград, Босилеград)
- говори сврљишко-заплањског дијалекта (Сврљиг, Црна Трава)[3]

и на подручју Северне Македоније:
- кривопаланачки дијалект (Крива Паланка)
- кратовски дијалект (Кратово)
- кумановски дијалект (Куманово)

Тимочко-лужнички и сврљишко-заплањски чине призренско-тимочки дијалект који припада српском језику, остале шопске говоре поједини угледни научници, попут Александра Белића и Олафа Брока, такође сматрају делом српског језика. У Бугарској се шопски говори на подручју Бугарске сматрају западним бугарском говорима, док се у Северној Македонији, кривопаланачки, кратовски и кумановски дијалект сматрају делом македонског језика.